# Bernay-Saint-Martin
Bernay-Saint-Martin là một xã trong tỉnh Charente-Maritime Charente-Maritime trong vùng Nouvelle-Aquitaine, tây nam nước Pháp. Xã Bernay-Saint-Martin nằm ở khu vực có độ cao trung bình 13 mét trên mực nước biển.